# Красново (Владимирская область)
Красново — деревня в Меленковском районе Владимирской области России, входит в состав Денятинского сельского поселения.

## География
Деревня расположена на берегу речки Чёрная в 5 км на юг от центра поселения села Денятино и в 15 км на север от города Меленки.

## История
В конце XIX — начале XX века деревня входила в состав Лехтовской волости Меленковского уезда, с 1926 года — в составе Папулинской волости Муромского уезда. В 1859 году в деревне числилось 16 дворов, в 1905 году — 69 дворов, в 1926 году — 108 дворов.
В 1913 году в деревню была перевезена деревянная церковь в честь преподобного Сергия Радонежского.
С 1929 года деревня являлась центром Красновского сельсовета Меленковского района, с 1940 года — в составе Денятинского сельсовета, с 2005 года — в составе Денятинского сельского поселения.

## Население
| 1859 | 1905 | 1926 | 2002 | 2010 | 2021 |
| ---- | ---- | ---- | ---- | ---- | ---- |
| 214  | ↗439 | ↗537 | ↘44  | ↘27  | ↘25  |